# Chien norvégien de macareux
Le chien norvégien de macareux ou lundehund est une race de chien originaire de Norvège. Il s'agit d'un chien de type spitz aux caractéristiques physiques typiques : ses oreilles ont la particularité de se refermer, c'est un chien très souple, et il possède un doigt surnuméraire aux pieds antérieurs. Utilisée pour la chasse au macareux en Norvège, la race a failli disparaître au cours du XXe siècle.

## Histoire
Le chien norvégien de macareux est une race ancienne. Les premières traces écrites remontent au XVIe siècle, sous la plume du prévôt Erik Hansen Schonnebol. Au XVIIIe siècle il y a eu quelque écrits sur le chien norvégien de macareux, du Helgeland au Finnemark. Le plus fameux se trouve dans le livre Trompette du Nordland du poète-pasteur Petter Dass, où il raconte la chasse au macareux sur l'île Lovund en 1700. Il la décrit, en vers, comme suit : « Mais les paysans qui ont une tactique, savent comment chasser ces oiseaux. Pour ce faire, ils utilisent des chiens spécialement dressés, de nature souples et de petite taille, qui s'introduisent dans les repaires profonds et extraient les macareux vivants. »[réf. nécessaire]
Dans les îles du nord de la Norvège (Lofoten), la population ont vécu de pêche et de petite culture et utilisé le chien norvégien de macareux pour chasser le macareux, de mai à mi-juin puis en août pendant deux à trois semaines. L'oiseau leur apporte de la viande pour compléter leur alimentation et le duvet pour réaliser des oreillers et des édredons. 
La description qui en est faite est celle d’un chien de petite taille, d'une grande agilité. En période de chasse, chaque chien peut ramener une centaine d’oiseaux par jour. Avec l'utilisation du filet et une imposition de plus en plus élevée le chien norvégien de macareux perd de son intérêt au milieu du XIXe siècle[réf. nécessaire]. 
En 1939, Eleanor Christie se lance dans le sauvetage de la race, en rassemblant un petit cheptel en provenance de Måstad, île de Værøy. Pendant la Seconde Guerre mondiale et jusqu’aux années 1950, la plupart des chiens sont décimés par la maladie de Carré. L’intérêt pour la race est malgré tout relancé et le Norsk Lundehund Klubb est fondé en 1962.

## Standard

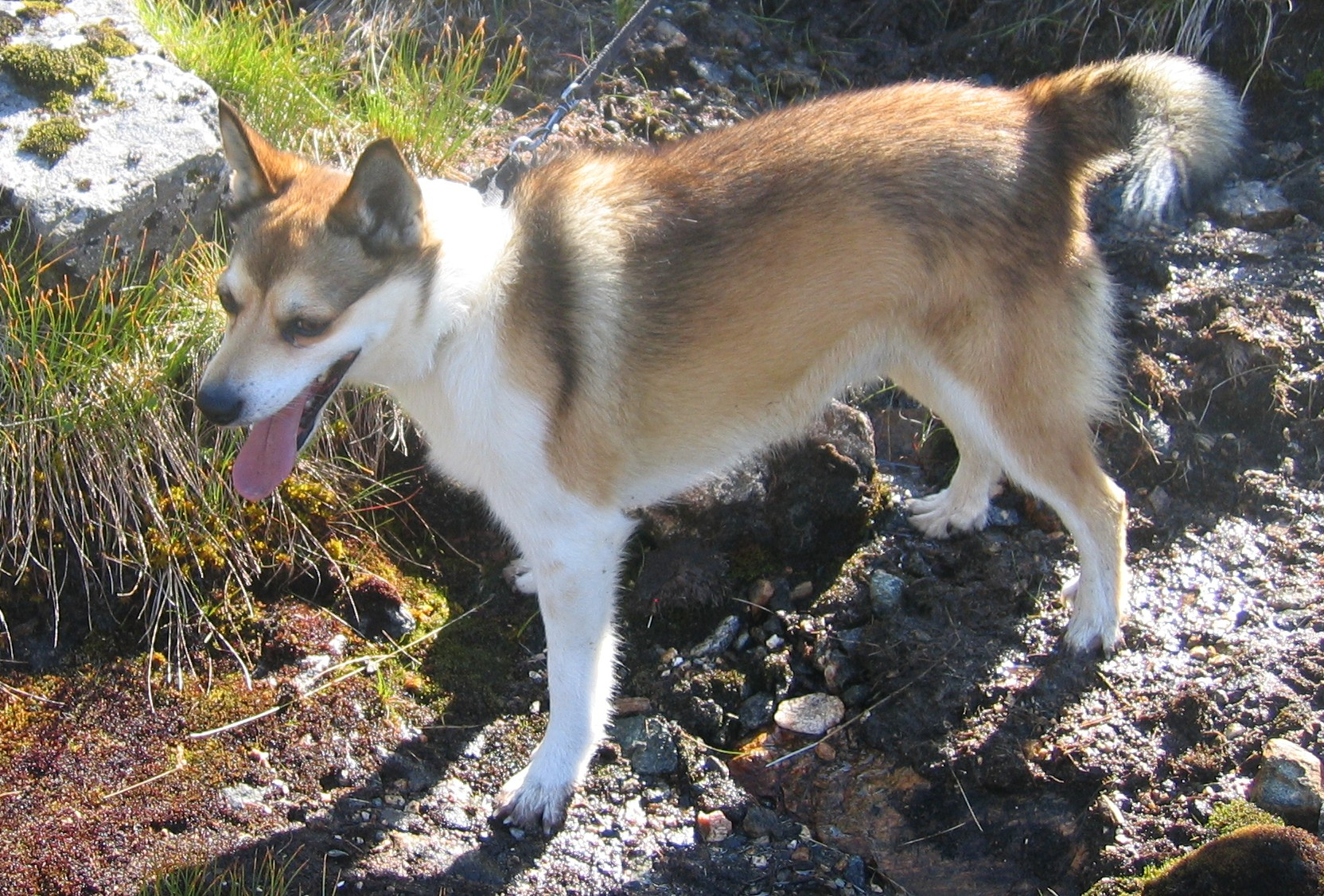
Un chien norvégien de macareux.

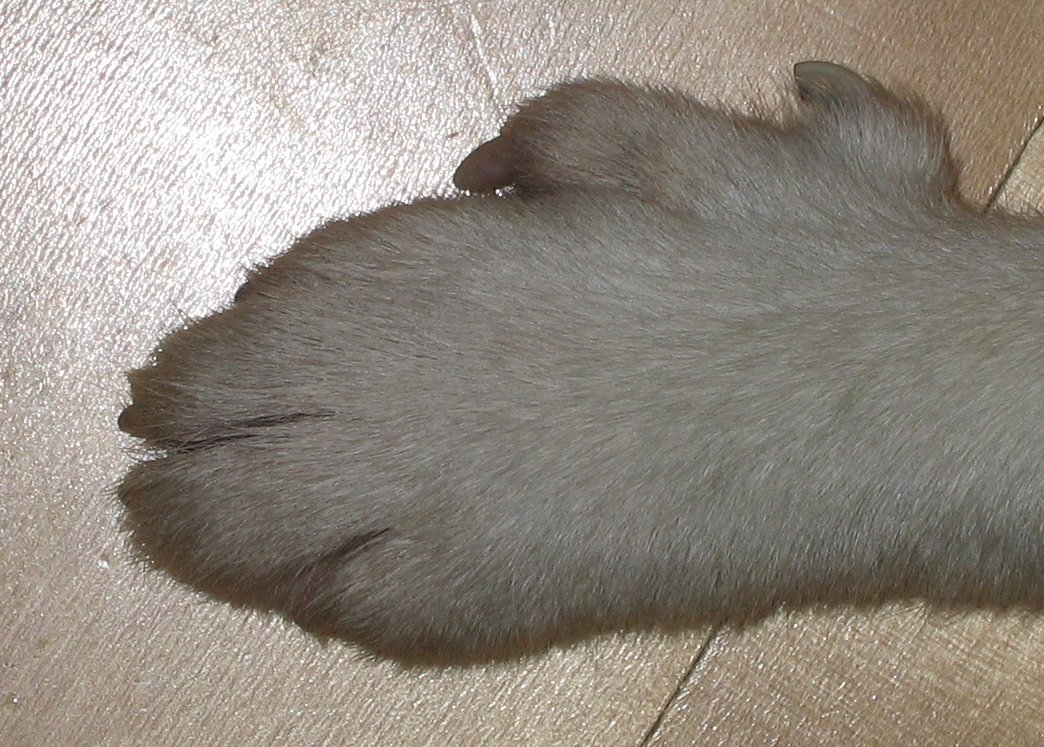
Le chien norvégien de macareux possède six doigts aux pattes antérieures.

Le chien norvégien de macareux est une race de type spitz de format rectangulaire, de petite taille et relativement léger. Cette race est très souple : son élasticité lui permet de se contorsionner au niveau du cou, permettant à la tête de toucher quasiment le dos. Le dos est fort et droit avec une croupe légèrement inclinée. La poitrine de largeur moyenne est longue, assez profonde et spacieuse ; elle ne doit pas être en forme de tonneau. Le cou est de longueur moyenne, assez fort avec une collerette plutôt développée. La queue est attachée haut, plutôt courte, avec un poil fourni mais sans frange. Elle est portée en anneau ou légèrement enroulée sur le dos, voire pendante.
Les membres antérieurs sont peu angulés avec des avant-bras forts. Ils sont extrêmement souples, ce qui permet au chien de faire le grand écart. Les postérieurs sont modérément angulés, forts avec des cuisses musclées. Les pieds sont ovales et légèrement tournés vers l’extérieur. Le chien norvégien de macareux possèdent six doigts dont cinq qui doivent s'appuyer au sol pour les membres antérieurs contre quatre pour les membres postérieurs. La démarche est légère et élastique. Un mouvement rotatif externe des membres antérieurs et un mouvement un peu serré des postérieurs sont caractéristiques de la race.
La tête de largeur moyenne est dotée d'un crâne légèrement en dôme aux arcades sourcilières saillantes. Le museau de longueur moyenne est en forme de coin, au chanfrein légèrement convexe. Le stop est prononcé mais non accusé. Les yeux sont légèrement en amande, l'iris est de couleur ambré avec un filet brun foncé autour de la pupille. Les oreilles sont de forme triangulaire, portées droites. Elles possèdent la particularité d'avoir un cartilage qui se rétracte : les oreilles se plient et se rabattent de manière spécifique, soit vers l'arrière, soit à angle droit vers le haut afin de fermer le conduit auditif pour les rendre hermétiques à l'eau et aux saletés.
Le poil de couverture est dense et rêche, court sur la tête et le devant des membres, mais fourni autour du cou et derrière les cuisses. Le sous-poil est doux.  La couleur est de roux à fauve toujours combiné avec du blanc, plus ou moins parsemé de poils aux extrémités noires.

## Caractère
Le chien norvégien de macareux est décrit comme éveillé, énergique et vif dans le standard FCI. C'est un petit chien très pacifique, très joyeux qui aime la compagnie. Un peu têtu, il s'éduque avec patience et douceur.

## Santé
Il doit avoir une alimentation avec un pourcentage de matières grasses réduit, cette race souffre en effet d'un problème d'assimilation des graisses pouvant amener à une lymphangiectasie[réf. nécessaire].